# Taça de Portugal 1973-1974
La Taça de Portugal 1973-1974 fu la 34ª edizione della Coppa di Portogallo. La squadra vincitrice fu per la nona volta lo Sporting che nel derby di Lisbona della finale sconfisse i rivali cittadini del Benfica per 2-1.

## Squadre partecipanti
In questa edizione erano presenti:
- Le squadre di Primeira Divisão, qualificate al quinto urno
- Le squadre di Segunda Divisão, qualificate al secondo turno
- Le squadre di Terceira Divisão, qualificate al primo turno
- Le rappresentative coloniali, qualificate al quinto turno.

### Primeira Divisão

#### 16 squadre
| - Académica - Barreirense - Beira-Mar - Belenenses | - Benfica - Boavista - CUF Barreiro - Farense | - Leixões - Montijo - Olhanense - Oriental Lisbona | - Porto - Sporting Lisbona - Vitória Guimarães - Vitória Setúbal |

### Segunda Divisão

#### 40 squadre
| - Alhandra - Almada - Atlético CP - Braga - Caldas - Chaves - Cova da Piedade - Desp. Aves - Espinho - Fafe | - Famalicão - Feirense - Gil Vicente - Gouveia - Lourosa - Lusitano - Marinhense - Marítimo - Odivelas - Oliveirense | - Penafiel - Peniche - Portimonense - Riopele - Sacavenense - Salgueiros - Sanjoanense - Sesimbra - Sintrense - Tirsense | - Torreense - Torres Novas - Tramagal - Varzim - Vilanovense - União de Coimbra - União de Lamas - União de Tomar - União Leiria - União de Montemor |

### Terceira Divisão

#### 77 squadre
| - Académico de Viseu - Ala-Arriba - Alba - Alcobaça - Alcochetense - Alferrarede - Aljustrelense - Alverca - Amiense - Amora - Anadia - Atlético Povoense - Avintes - Bombarralense - Bragança - Calipolense - Campomaiorense - Cartaxo - Casa Pia - Covilhã | - Covilhã e Benfica - Atlético Cucujães - Desportivo Beja - D. Castelo Branco - Desportivo de Monção - Esperança Lagos - Esposende - Estoril Praia - Estrela Portalegre - Febres - Freamunde - Guarda - O Elvas - Juventude de Évora - Leça - Leiria e Marrazes - Limianos - Lousanense - Lusitano VRSA | - Luso - Mangualde - Marialvas - Mortágua - Moura - Naval - Nazarenos - Olivais - Oliveira do Bairro - Ovarense - Paços de Brandão - Paços Ferreira - Paio Pires - Penalva - Pescadores - Portalegrense - Régua - Rio Ave - São Pedro da Cova | - Sambrazense - Seixal - Silves - Sporting Lamego - Sporting Pombal - Tabuense - União Almeirim - União Santarém - Valecambrense - Valpaços - Vasco da Gama Sines - Vendas Novas - Vianense - Vila Pouca - Vila Real - Vilafranquense - Vilar Formoso - Vieira - Vizela |

### Rappresentative coloniali
- Nacional (Madeira)
- Lusitânia (Azzorre)
- Juventude Moxico (Angola)
- Sporting Bissau (Guinea portoghese)
- Textáfrica (Mozambico)

## Primo turno
|                     | Risultato |                    |
| ------------------- | --------- | ------------------ |
| Vilar Formoso       | 1 - 2     | Atlético Cucujães  |
| Vilafranquense      | 1 - 1     | União Almeirim     |
| Vendas Novas        | 1 - 0     | Estoril Praia      |
| Vasco da Gama Sines | 2 - 0     | Paio Pires         |
| Valecambrense       | 2 - 2     | Lousanense         |
| Sporting Lamego     | 3 - 1     | Vila Real          |
| São Pedro da Cova   | 3 - 3     | Esposende          |
| Rio Ave             | 2 - 0     | Valpaços           |
| Atlético Povoense   | 1 - 2     | União Santarém     |
| Portalegrense       | 1 - 0     | Amiense            |
| Sporting Pombal     | 2 - 0     | Alcobaça           |
| Penalva             | 4 - 0     | Marialvas          |
| Paços Ferreira      | 4 - 1     | Vieira             |
| Nazarenos           | 1 - 3     | Estrela Portalegre |
| Oliveira do Bairro  | 1 - 0     | Covilhã            |
| Olivais             | 3 - 1     | O Elvas            |
| Naval               | 1 - 0     | Alba               |
| Moura               | 0 - 2     | Juventude de Évora |
| Monção              | 2 - 0     | Freamunde          |
| Mangualde           | 3 - 0     | Anadia             |
| Limianos            | 0 - 1     | Vianense           |
| Guarda              | 4 - 1     | Covilhã e Benfica  |
| Febres              | 1 - 0     | Tabuense           |
| Vizela              | 0 - 1     | Leça               |
| Seixal              | 2 - 1     | Amora              |
| Esperança Lagos     | 3 - 0     | Luso               |
| D. Castelo Branco   | 3 - 3     | Alferrarede        |
| Desportivo Beja     | 1 - 1     | Sambrazense        |
| Casa Pia            | 4 - 0     | Lusitano VRSA      |
| Cartaxo             | 3 - 1     | Leiria e Marrazes  |
| Campomaiorense      | 0 - 1     | Alverca            |
| Calipolense         | 1 - 3     | Bombarralense      |
| Bragança            | 1 - 3     | Vila Pouca         |
| Avintes             | 1 - 0     | Régua              |
| Aljustrelense       | 0 - 1     | Pescadores         |
| Ovarense            | 3 - 0     | Ala-Arriba         |
| Académico de Viseu  | 1 - 1     | Mortágua           |

## Secondo turno
|                    | Risultato |                    |
| ------------------ | --------- | ------------------ |
| Vilanovense        | 0 - 1     | Paços Ferreira     |
| Vendas Novas       | 1 - 0     | União Almeirim     |
| União Santarém     | 1 - 1     | Marinhense         |
| União de Lamas     | 1 - 1     | Lourosa            |
| União de Coimbra   | 3 - 4     | Espinho            |
| Torreense          | 2 - 2     | Estrela Portalegre |
| Tramagal           | 2 - 0     | Sporting Pombal    |
| Tirsense           | 1 - 2     | Fafe               |
| Sporting Lamego    | 2 - 0     | Esposende          |
| Sintrense          | 2 - 1     | Caldas             |
| Portimonense       | 4 - 0     | Torres Novas       |
| Bombarralense      | 1 - 3     | União Leiria       |
| Salgueiros         | 4 - 1     | Feirense           |
| Portalegrense      | 2 - 0     | Sacavenense        |
| Penalva            | 2 - 0     | Guarda             |
| Oliveirense        | 5 - 1     | Monção             |
| Oliveira do Bairro | 2 - 1     | Gil Vicente        |
| Mortágua           | 2 - 5     | Naval              |
| Marítimo           | 0 - 0     | Pescadores         |
| Mangualde          | 5 - 3     | Rio Ave            |
| Lousanense         | 2 - 2     | Paços de Brandão   |
| Sesimbra           | 3 - 0     | Lusitano           |
| Peniche            | 2 - 1     | Cova da Piedade    |
| Febres             | 0 - 1     | Gouveia            |
| Silves             | 0 - 1     | Esperança Lagos    |
| Seixal             | 1 - 2     | União de Montemor  |
| Penafiel           | 2 - 1     | Vila Pouca         |
| Leça               | 0 - 2     | Varzim             |
| Desp. Aves         | 1 - 1     | Famalicão          |
| Atlético Cucujães  | 0 - 1     | Vianense           |
| Desportivo Beja    | 0 - 0     | D. Castelo Branco  |
| Cartaxo            | 0 - 1     | Olivais            |
| Avintes            | 1 - 0     | Chaves             |
| Alverca            | 0 - 2     | Atlético CP        |
| Almada             | 0 - 4     | União de Tomar     |
| Alhandra           | 1 - 0     | Odivelas           |
| Alcochetense       | 1 - 1     | Juventude de Évora |
| Sanjoanense        | 3 - 4     | Braga              |
| Ovarense           | 2 - 1     | Riopele            |

## Terzo turno
|                    | Risultato |                     |
| ------------------ | --------- | ------------------- |
| Vianense           | 2 - 2     | Fafe                |
| Vendas Novas       | 2 - 3     | Portimonense        |
| União de Tomar     | 5 - 0     | Alhandra            |
| Sporting Lamego    | 3 - 1     | Gouveia             |
| Sintrense          | 1 - 0     | Torreense           |
| Salgueiros         | 3 - 0     | Naval               |
| Portalegrense      | 1 - 0     | União de Montemor   |
| Paços de Brandão   | 3 - 2     | Mangualde           |
| Oliveirense        | 2 - 2     | Braga               |
| Marítimo           | 3 - 0     | Marinhense          |
| Lourosa            | 2 - 0     | Penalva             |
| Juventude de Évora | 2 - 1     | Sesimbra            |
| Peniche            | 3 - 2     | Olivais             |
| Penafiel           | 2 - 0     | Oliveira do Bairro  |
| Famalicão          | 2 - 0     | Espinho             |
| Esperança Lagos    | 1 - 0     | Tramagal            |
| Desportivo Beja    | 2 - 0     | Vasco da Gama Sines |
| Avintes            | 1 - 0     | Varzim              |
| Atlético CP        | 2 - 1     | União Leiria        |
| Ovarense           | 1 - 0     | Paços Ferreira      |

## Quarto turno
|                 | Risultato |                    |
| --------------- | --------- | ------------------ |
| Sporting Lamego | 2 - 5     | União de Tomar     |
| Braga           | 0 - 1     | Portimonense       |
| Sintrense       | 1 - 2     | Atlético CP        |
| Lourosa         | 3 - 1     | Portalegrense      |
| Peniche         | 1 - 1     | Paços de Brandão   |
| Penafiel        | 2 - 3     | Salgueiros         |
| Esperança Lagos | 0 - 1     | Juventude de Évora |
| Desportivo Beja | 2 - 2     | Avintes            |
| Ovarense        | 2 - 2     | Famalicão          |

## Quinto turno
|                  | Risultato |                    |
| ---------------- | --------- | ------------------ |
| Porto            | 8 - 0     | Lusitânia          |
| Vianense         | 0 - 2     | Benfica            |
| União de Tomar   | 6 - 1     | Juventude de Évora |
| Textáfrica       | 0 - 1     | Atlético CP        |
| Sporting Lisbona | 4 - 2     | Vitória Setúbal    |
| Olhanense        | 1 - 0     | Leixões            |
| Farense          | 5 - 1     | Lourosa            |
| Beira-Mar        | 3 - 0     | Montijo            |
| Salgueiros       | 3 - 2     | Académica          |
| Paços de Brandão | 1 - 2     | Belenenses         |
| Nacional         | 0 - 3     | Barreirense        |
| Famalicão        | 2 - 1     | Vitória Guimarães  |
| CUF Barreiro     | 6 - 0     | Juventude Moxico   |
| Boavista         | 3 - 1     | Marítimo           |
| Sporting Bissau  | 0 - 1     | Oriental Lisbona   |
| Avintes          | 1 - 0     | Portimonense       |

## Ottavi di finale
|                  | Risultato |                  |
| ---------------- | --------- | ---------------- |
| Porto            | 1 - 0     | Barreirense      |
| Sporting Lisbona | 2 - 1     | Belenenses       |
| Olhanense        | 4 - 1     | Salgueiros       |
| CUF Barreiro     | 2 - 0     | Beira-Mar        |
| Boavista         | 5 - 1     | Famalicão        |
| Benfica          | 8 - 0     | Oriental Lisbona |
| Avintes          | 0 - 3     | União de Tomar   |
| Atlético CP      | 1 - 1     | Farense          |

## Quarti di finale
|                  | Risultato |                |
| ---------------- | --------- | -------------- |
| Porto            | 3 - 1     | CUF Barreiro   |
| Sporting Lisbona | 2 - 0     | Boavista       |
| Olhanense        | 4 - 2     | União de Tomar |
| Farense          | 0 - 4     | Benfica        |

## Semifinali
|                  | Risultato |           |
| ---------------- | --------- | --------- |
| Porto            | 0 - 3     | Benfica   |
| Sporting Lisbona | 2 - 1     | Olhanense |

## Finale
| Arbitro: | César Correia (Faro) |

|          |           |                              |
| Nené 32’ | Marcatori | 89’ Chico Faria 107’ Marinho |

| Benfica | Sporting CP |

| Benfica          |    |                   |  |     |
|                  |    |                   |  |     |
| POR              | 1  | Manuel Bento      |  |     |
| DIF              |    | António Barros    |  |     |
| DIF              |    | Rui Rodrigues     |  | 67’ |
| DIF              |    | Artur Correia     |  |     |
| DIF              |    | Humberto Coelho   |  |     |
| CEN              | 11 | António Simões () |  |     |
| CEN              |    | Toni              |  | 45’ |
| CEN              |    | Vítor Martins     |  |     |
| ATT              |    | Rui Jordão        |  |     |
| ATT              |    | Nené              |  |     |
| ATT              |    | Vítor Baptista    |  |     |
| Sostituiti:      |    |                   |  |     |
| DIF              |    | Adolfo Calisto    |  | 67’ |
| ATT              |    | Eusébio           |  | 45’ |
| Allenatore:      |    |                   |  |     |
| Fernando Cabrita |    |                   |  |     |

| Sporting Lisbona |   |                  |  |      |
|                  |   |                  |  |      |
| POR              | 1 | Vítor Damas ()   |  |      |
| DIF              |   | Carlos Alhinho   |  |      |
| DIF              |   | Manaca           |  |      |
| DIF              |   | Vitorino Bastos  |  |      |
| CEN              |   | Nélson Fernandes |  |      |
| CEN              |   | Wágner Canotilho |  | 105’ |
| CEN              |   | Baltasar         |  |      |
| CEN              |   | Dé               |  |      |
| CEN              |   | Paulo Rocha      |  | 73’  |
| ATT              |   | Marinho          |  |      |
| ATT              |   | Joaquim Dinis    |  |      |
| Sostituiti:      |   |                  |  |      |
| CEN              |   | Dani Silva       |  | 105’ |
| ATT              |   | Chico Faria      |  | 73’  |
| Allenatore:      |   |                  |  |      |
| Mário Lino       |   |                  |  |      |